# Sâncraiu de Mureș
Sâncraiu de Mureș [ˈsɨnkraiu de ˈmureʃ] (veraltet Murăș-Sâncraiu; deutsch Weichseldorf, ungarisch Marosszentkirály) ist eine Gemeinde im Kreis Mureș, in der Region Siebenbürgen in Rumänien.
Der Ort ist auch unter den ungarischen Bezeichnungen Székelyszentkirály und Szentkirály bekannt.

## Geographische Lage

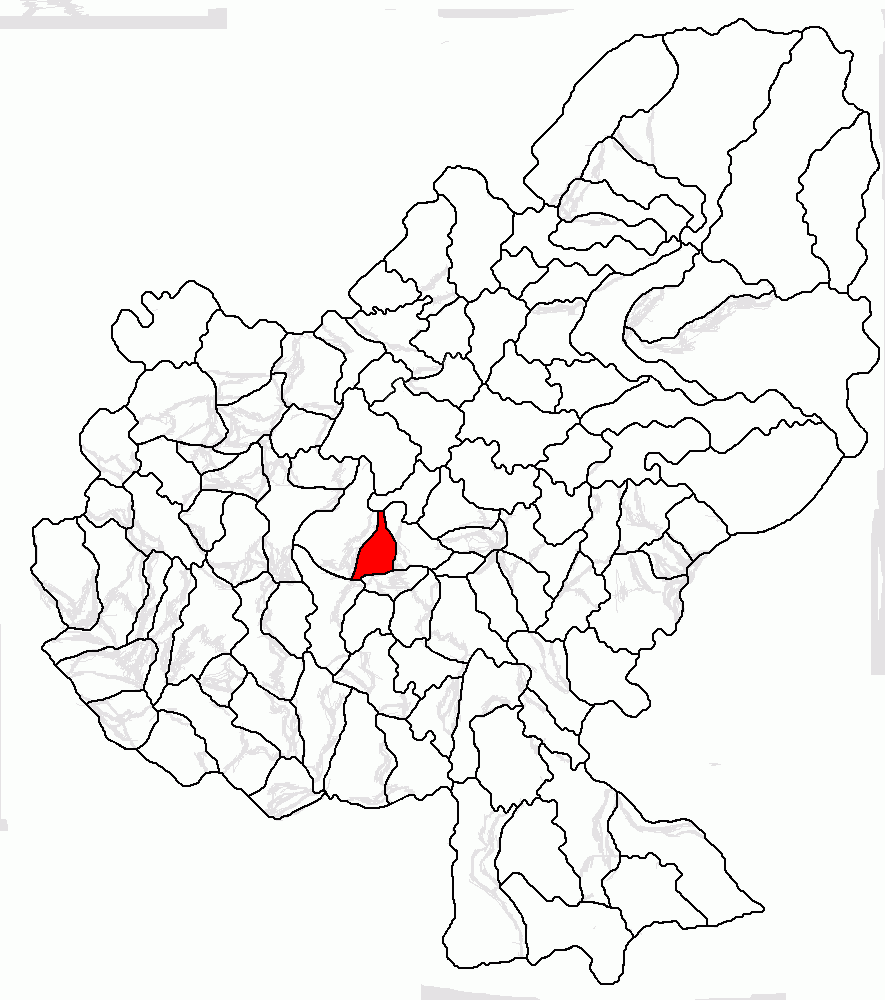
Lage der Gemeinde Sâncraiu de Mureș im Kreis Mureș

Die Gemeinde Sâncraiu de Mureș liegt im Mureș-Tal im Siebenbürgischen Becken nördlich des Kokel-Hochlands (Podișul Târnavelor) im Zentrum des Kreises Mureș. An der Mündung des Baches Cornățel – ein rechter Nebenfluss des Mureș (Mieresch) – und der Kreisstraße (Drum județean) DJ 152A befindet sich der Ort Sâncraiu de Mureș zwei Kilometer westlich von der Kreishauptstadt Târgu Mureș (Neumarkt am Mieresch) entfernt.
Das eingemeindete Dorf Nazna (ungarisch Náznánfalva) liegt drei Kilometer südwestlich vom Gemeindezentrum entfernt.

## Geschichte
Der Ort Sâncraiu de Mureș wurde 1293 erstmals urkundlich erwähnt. Das Paulinerkloster im Ort wurde nach der Reformation aufgelöst und dessen Steine wurden 1610 beim Bau der Kirchenburg in Târgu Mureș verwendet.
Eine Erdumwallung auf dem Berg Dealul Păgânilor (ungarisch Pogánhevy) bei etwa 464 m wird dem Mittelalter zugeordnet und zahlreiche archäologische Funde gehen bis in die Jungsteinzeit zurück. Auch eine Römerstraße auf dem Areal des Ortes ist vermerkt.
Im eingemeindeten Dorf Nazna wohnte Anfang des 17. Jahrhunderts der König der Sinti und Roma Siebenbürgens, und im 18. Jahrhundert siedelten sich auch Juden hier an.
Im Königreich Ungarn gehörte die Gemeinde dem Stuhlbezirk Maros alsó (Unter-Maros) im Komitat Maros-Torda, anschließend dem historischen Kreis Mureș und ab 1950 dem heutigen Kreis Mureș an.

## Bevölkerung
Die Bevölkerung der Gemeinde Sâncraiu de Mureș entwickelte sich wie folgt:
| 1850 | 1.837  | 1.088 | 613   | -  | 136              |
| 1920 | 2.703  | 1.501 | 1.161 | -  | 41               |
| 1941 | 3.158  | 1.292 | 1.736 | -  | 130              |
| 2002 | 4.266  | 1.887 | 1.984 | 3  | 392              |
| 2011 | 7.489  | 4.671 | 2.254 | 13 | 551              |
| 2021 | 10.403 | 7.018 | 2.205 | 2  | 1.178 (229 Roma) |

Seit 1850 wurde auf dem Gebiet der heutigen Gemeinde die höchste Einwohnerzahl und gleichzeitig die der Rumänen 2011 registriert. Die höchste Anzahl der Magyaren (2.333) wurde 1977, die der Roma (391) 2002 und die der Rumäniendeutschen (18) wurde 1880 ermittelt.

## Sehenswürdigkeiten
- Im Gemeindezentrum die reformierte Kirche[7] im 13. Jahrhundert errichtet, 1900 umgebaut und die katholische Kirche im 14. Jahrhundert errichtet und im 18. umgebaut, stehen unter Denkmalschutz.[8]
- Im eingemeindeten Dorf Nazna, die Reste einer mittelalterlichen Burg stehen unter Denkmalschutz.[8]

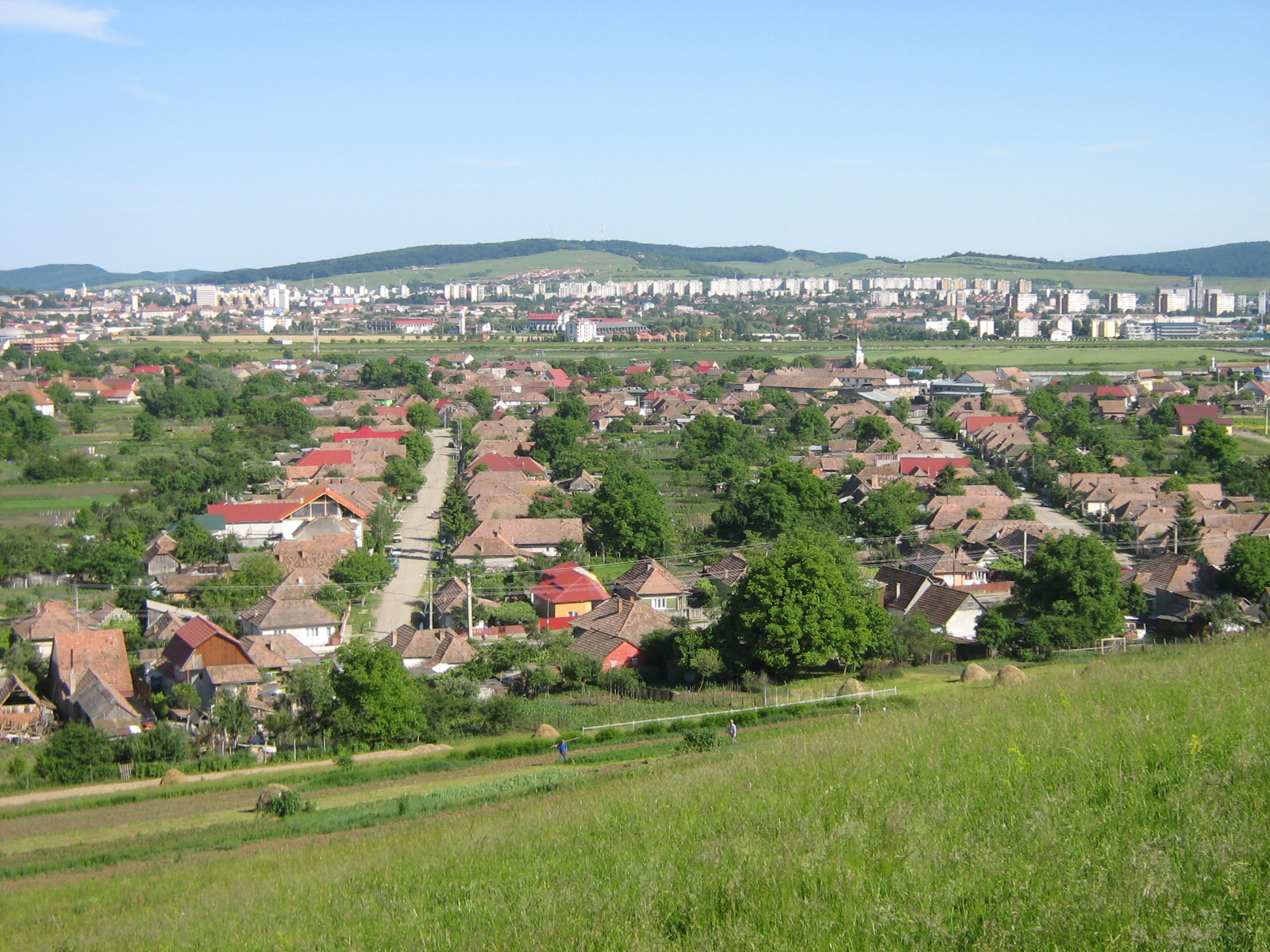
Blick auf Sâncraiu de Mureș (im Hintergrund Târgu Mureș)
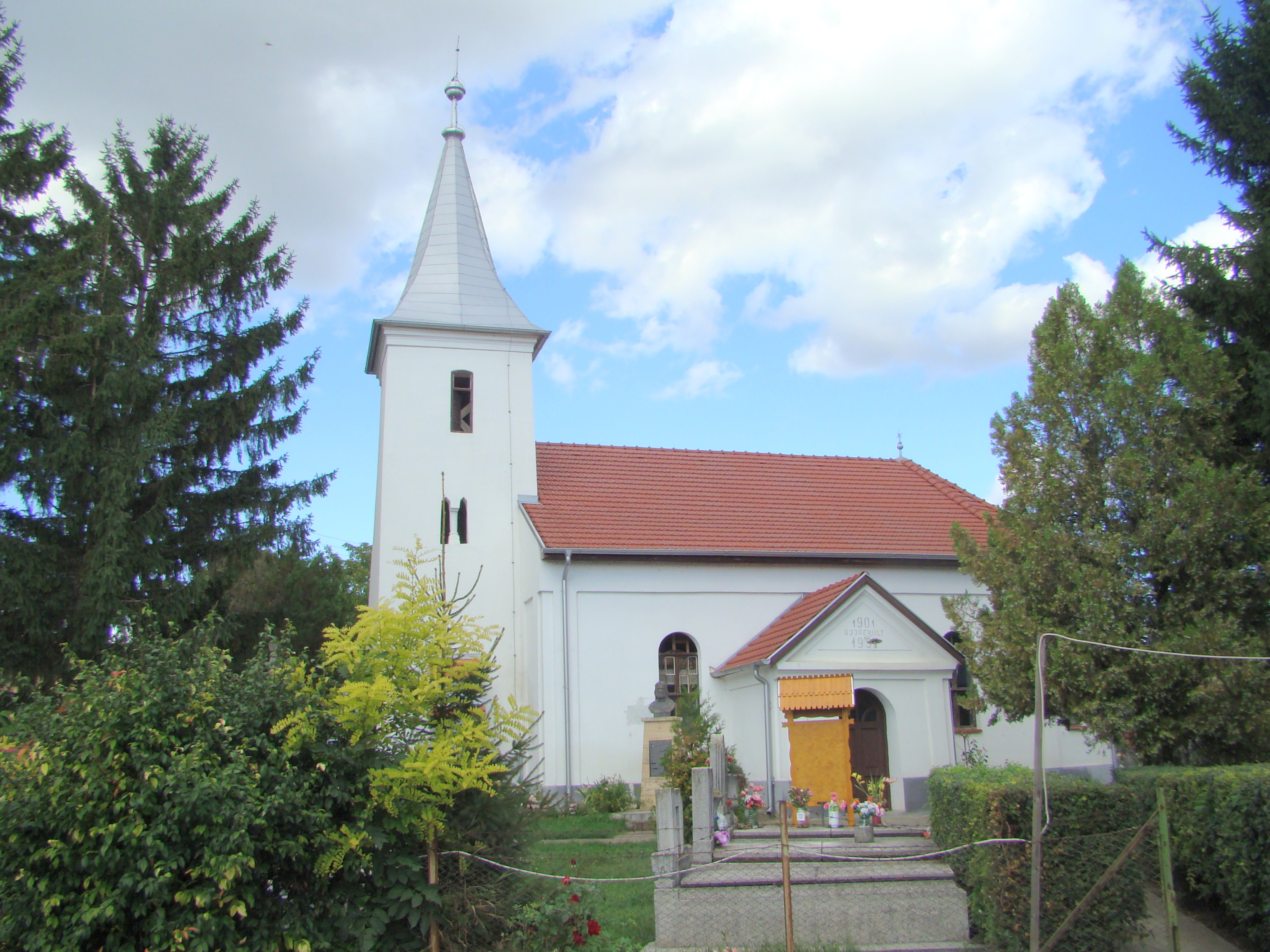
Reformierte Kirche in Sâncraiu de Mureș
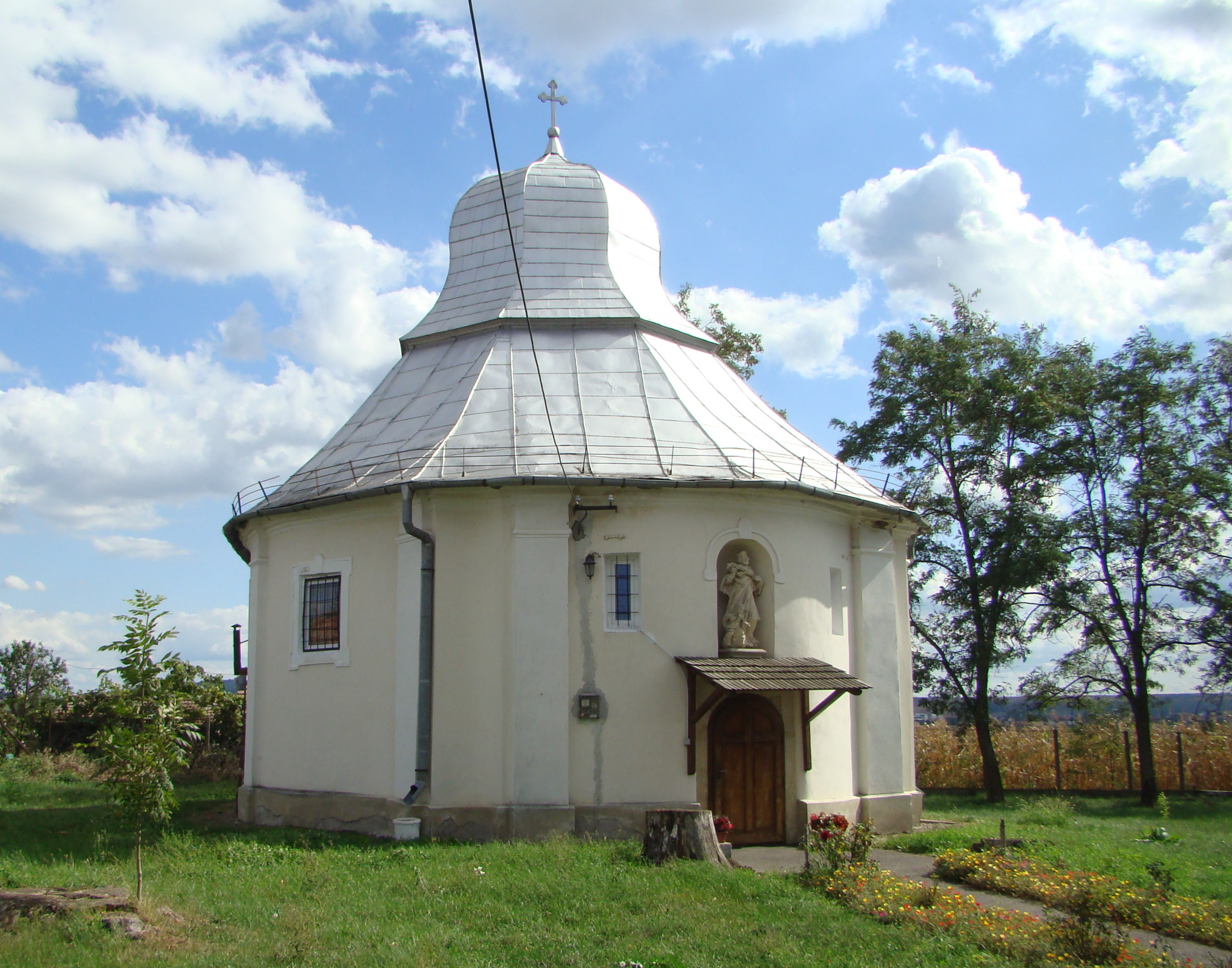
Katholische Kirche in Sâncraiu de Mureș
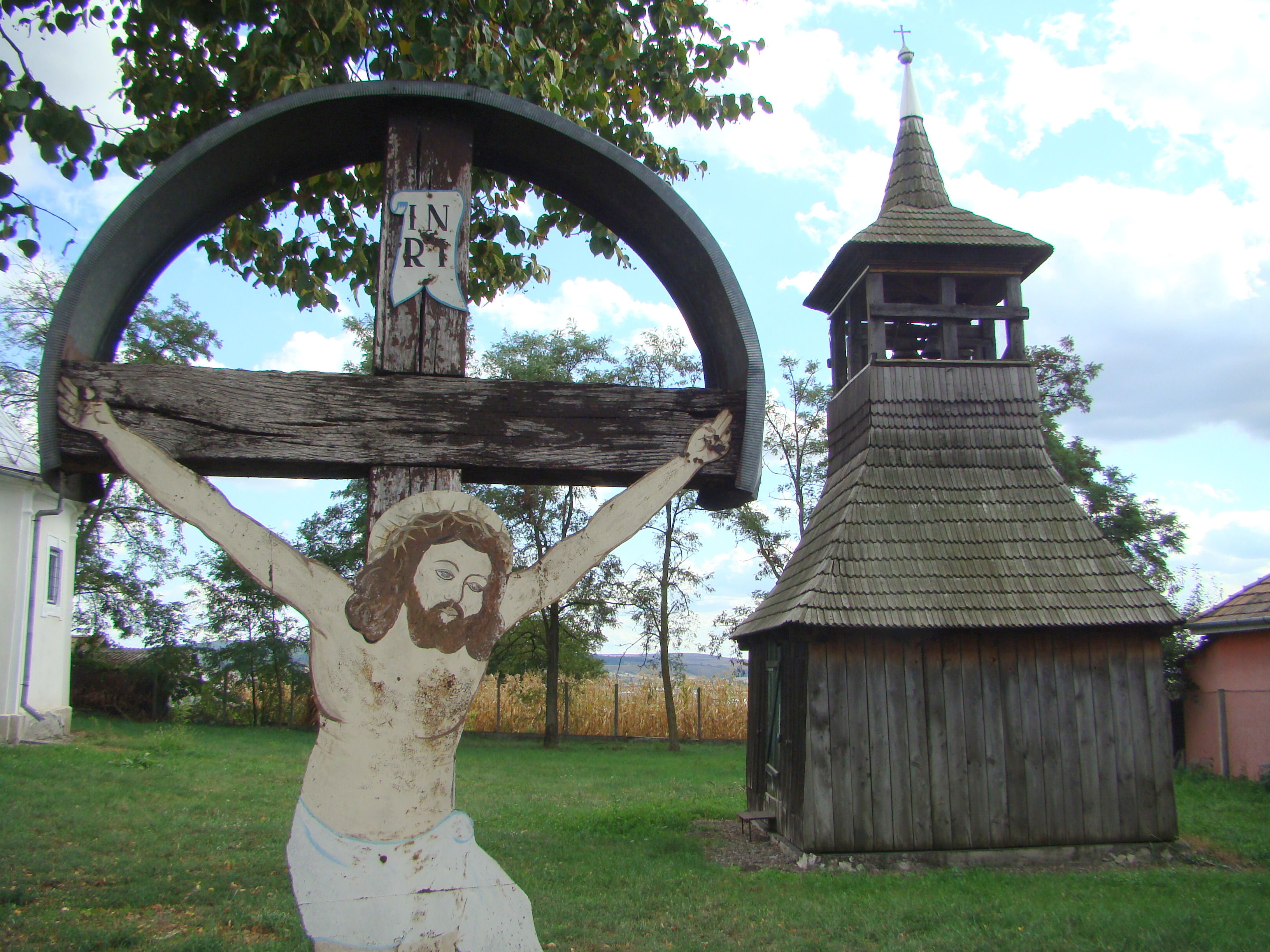
Glockenturm der katholischen Kirche in Sâncraiu de Mureș
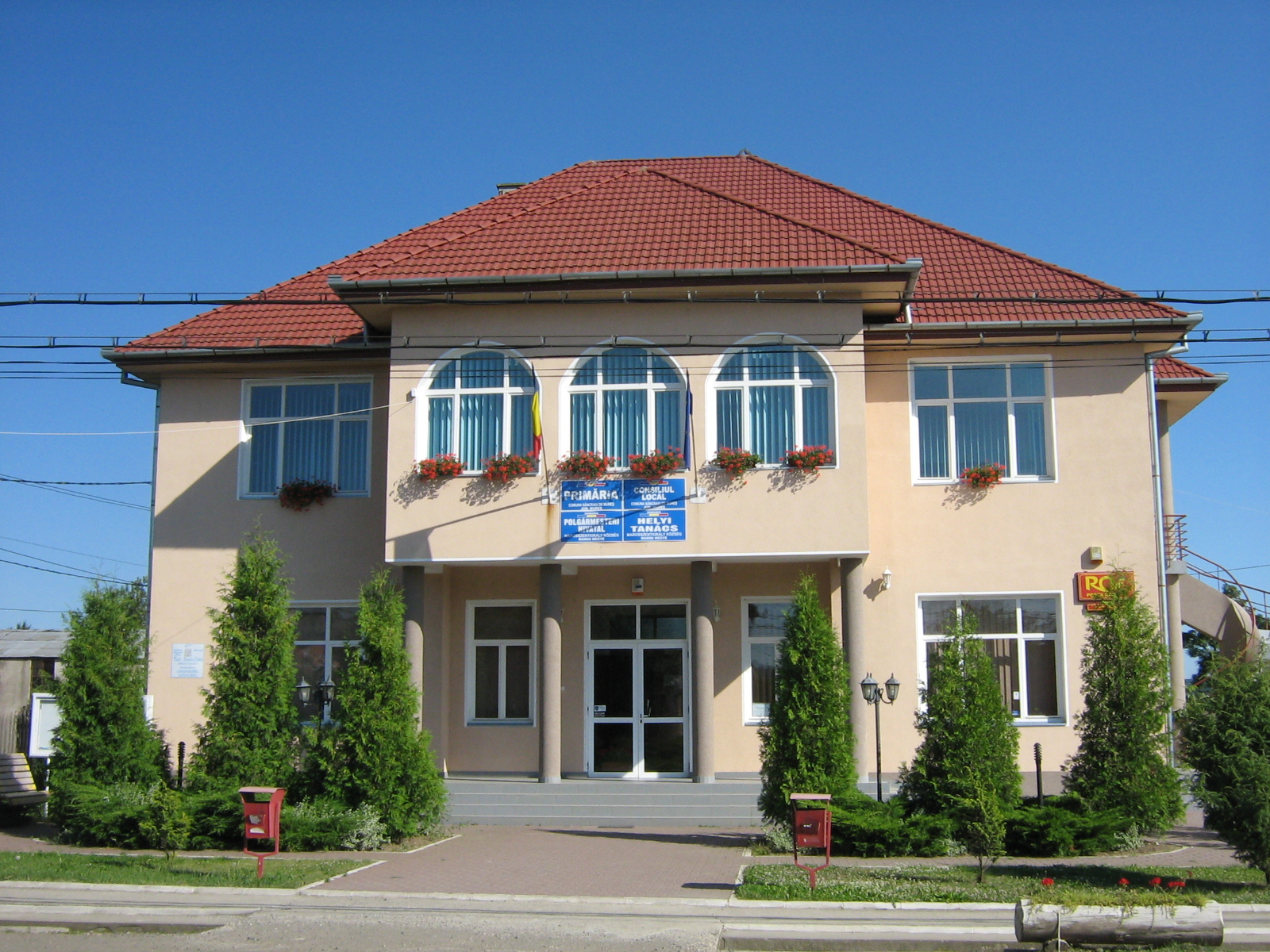
Rathaus der Gemeinde Sâncraiu de Mureș

## Persönlichkeiten
- Vasile Pop (um 1827–1848), geboren in Nazna, war 1848 in der Region um Târgu Mureș Revolutionsführer;[4] wurde am 12. Oktober 1848 gehängt.[9]